# Krumvíř
Krumvíř är en ort i Tjeckien.   Den ligger i regionen Södra Mähren, i den sydöstra delen av landet, 220 km sydost om huvudstaden Prag. Krumvíř ligger 182 meter över havet och antalet invånare är 1 112.
Terrängen runt Krumvíř är huvudsakligen platt, men norrut är den kuperad. Krumvíř ligger nere i en dal. Runt Krumvíř är det ganska tätbefolkat, med 96 invånare per kvadratkilometer. Närmaste större samhälle är Kyjov, 15,6 km öster om Krumvíř. Trakten runt Krumvíř består till största delen av jordbruksmark.